# Ewa Szawul
Ewa Szawul (ur. 18 grudnia 1972 w Krakowie) – polska pisarka, scenarzystka, dramatopisarka, animatorka kultury.

## Życiorys
Absolwentka podyplomowych Studiów Literacko-Artystycznych na Uniwersytecie Jagiellońskim i Szkoły Mistrzów na Uniwersytecie Warszawskim.
Stypendystka PISF (2008), MKiDN (2020) i oraz dwukrotna stypendystka Stowarzyszenia ZAiKS (2020, 2022).
Laureatka III nagrody  w konkursie na powieść za Koncert na dwa basy i altówkę. W 2005 otrzymała II nagrodę w II Ogólnopolskim Konkursie na Polską Sztukę Współczesną Stowarzyszenia DRAMA za sztukę Light my fire!
W 2014 roku jej książka Burza w mózgu (WAB) została uhonorowana nagrodą Krakowskiej Książki Miesiąca Września.  Książka opowiada o walce z chorobą nowotworową jej męża, Wojciecha Szawula, aktora „Kabaretu pod Wyrwigroszem”.
Scenarzystka telewizyjna i sceniczna (m.in. w widowiskach formacji Wataha Drums).
W 2013 współtworzyła scenariusz do widowiska teatralnego Preludium Słowiańskie, które w roku 2016 zakwalifikowało się do programu Teatr Polska.

## Twórczość

### Proza
Koncert na dwa basy i altówkę (Warszawa, BIS, 2006)
Burza w mózgu (Warszawa, WAB, 2014)
Przeciwciało (Warszawa, NISZA 2023)

### Dramat
Light my fire! (2005)
Preludium Słowiańskie; współautorka z Agnieszką Glińską i Markiem Smokiem Rajssem (2013)
Artystki – tekst do piosenki ze spektaklu Ale babki! Krótka historia kobiet od PRL-u aż do dziś, w reżyserii Ziuty Zającówny.

### Scenariusz
Alchemia Światła, Wrocław (widowisko multimedialne) współautorka (2016)
Odyseja Kościuszkowska (widowisko multimedialne) współautorka (2017)
Qube (widowisko multimedialne) współautorka (2018)

### Antologie
Pretekst (Kraków, Księgarnia Akademicka, 2005)
Mężczyzna w zielonych spodniach (Warszawa, Wydawnictwo Czerwona Papuga, 2014)
SLApidarium (Kraków, Księgarnia Akademicka, 2019)

### Audio-opowieści
Trofeum (czyta Kajetan Wolniewicz)
Voucher (czyta Aleksandra Godlewska)
Inwersja (czyta Agnieszka Judycka)
Zajście (czytają: Aleksandra Godlewska i Łukasz Żurek)
Źródło (czyta Aleksandra Godlewska)